# Андреев, Михаил Григорьевич
Михаил Григорьевич Андреев — советский общественный и политический деятель, депутат Верховного Совета РСФСР.

## Биография
Родился в 1908 году в многодетной семье в слободе близ Казани.
В 1927 г. приехал в Ленинград и поступил на Адмиралтейский завод низкоквалифицированным работником, убирал ж/д пути. Стал подручным слесаря, затем слесарем-сборщиком. Был принят в комсомол в 1928 году. В 1930 году вступил в ВКП(б) и после этого организовал первую заводскую Адмиралтейскую комсомольско-молодёжную бригаду. Она получила задание собрать 650-сильную машину. После выполнения этого задания бригада за три года добилась в работе показателей, сопоставимых с зарубежными аналогами того времени.
Был назначен комсоргом цеха, избран членом бюро цеховой партячейки. избирался. В апреле 1936 года стал делегатом X съезда ВЛКСМ, а в декабре того же года — делегатом Чрезвычайного VIII Всесоюзного съезда Советов, который принял Конституцию СССР.
Избирался депутатом Октябрьского районного совета (1930—1934), депутатом Ленинградского городского Совета (1934—1938), депутатом Верховного Совета РСФСР I созыва от Краснофлотского избирательного округа города Ленинграда (1938—1947).
Житель блокадного Ленинграда (1941—1944). В годы войны Михаил Григорьевич продолжал работать в цехе, выполняя заказы фронта.
Умер в 1973 году. В память о нём на фасаде здания 16-го цеха Адмиралтейского объединения 29 октября 1976 г. была установлена мемориальная доска.

## Публикации
- Андреев, Михаил Григорьевич. Стахановский метод сборки паровых машин [Текст] / М. Г. Андреев, орденоносец депутат Верховного Совета РСФСР ; Под ред. инж. А. Ф. Чуйко. — Москва : Вод. транспорт, 1938. — 20 с. : черт.; 22 см.